# 胡家鳳
胡家鳳（1886年9月26日—1962年12月29日），字秀松。江西省南昌縣人。民國37年（1948年）在江西省第一選區當選第一屆立法委員，後出任江西省政府主席。

## 生平[1]
- 國立法政專科學校政治本科畢業。曾任北平中央法政專校、中華大學、中國大學、警官高等學校、華北大學、北平大學及農學院敎授，財政部鹽務學校敎授、敎務長兼代校長，靑島市政府秘書長，山東省政府委員兼秘書長，國防最高委員會第一處處長，江西省政府委員兼秘書長，東北行營秘書長[2]。
- 民國37年，當選立法委員。
- 與錢穆相識甚深，四九年以後隨國民政府赴台。
- 後任總統府國策顧問，裕臺企業公司董事長。

## 任職
- 民國3年12月10日，委任教育部主事[3]
- 民國3年12月11日，派教育部專門教育司第二科主事[4]
- 民國4年12月6日，派教育部籌設全國專門以上學校成績展覽會幹事員[5]
- 民國6年4月30日，派北京專門以上學校視察[6]
- 民國7年9月23日，升用教育部薦任職[7]
- 民國8年12月17日，署教育部視學[8]
- 民國10年1月10日，暫行代理教育部專門教育司第一科科長[9]
- 民國10年5月7日，派內務部地方行政會議事務委員[10]
- 民國11年3月28日，派會同視察私立民國大學[11]
- 民國11年5月18日，派會同視察私立朝陽大、私立中國大學、私立中央法政專學校、私立新華商業專門學校[12]
- 民國11年7月21日，派教育部學制會議幹事[13]
- 民國12年4月9日，暫行代理江西教育廳廳長[14]
- 民國12年4月20日，暫代江西教育廳廳長[15]
- 民國13年3月18日，署江西教育廳廳長[16]
- 民國13年8月29日，電請辭職江西教育廳廳長[17]
- 民國13年9月24日，派教育部秘書處辦事[18]
- 民國13年11月5日，派暫行前往接收國立北京農業大學[19]
- 民國14年1月30日，派教育行政討論會幹事[20]
- 民國14年2月17日，毋庸兼任教育部秘書處辦事[21]
- 民國14年2月17日，派教育部編審處編審員[21]
- 民國14年7月30日，免教育部主事[22]
- 民國14年7月30日，調充教育部編譯館編譯員[22]
- 民國14年10月23日，派教育部圖書審定委員會專任委員[23]
- 民國16年7月11日，暫行調教育部任用教育部[24]
- 民國16年10月26日，派教育部編審處編審員[25]
- 民國16年11月19日，派臨時甄試委員會政治系考試委員[26]
- 民國20年2月23日，任青島市政府祕書長[27]
- 民國27年9月9日，任山東省政府委員[28]
- 民國29年2月2日，免山東省政府委員，另有任用[29]
- 民國29年10月26日，任江西省政府委員[30]
- 民國30年1月23日，任江西省政府秘書長[31]
- 民國30年9月23日，派江西省縣長考試典試委員[32]
- 民國30年10月21日，派江西省縣長考試試務處主任祕書[33]
- 民國32年10月28日，派江西省縣長考試典試委員[34]
- 民國32年12月10日，派兼三十二年江西省縣長考試試務處主任秘書[35]
- 民國34年11月27日，呈請辭江西省政府委員[36]
- 民國34年11月27日，呈請辭江西省政府秘書長[36]
- 民國37年4月5日，任江西省政府委員兼主席[37]
- 民國37年4月16日，派國民代表大會立法院立法委員江西省選舉事務所立法委員兼主席委員[38]
- 民國38年1月20日，呈請辭江西省政府委員兼主席[39]